# Edifício Municipal de Sartène

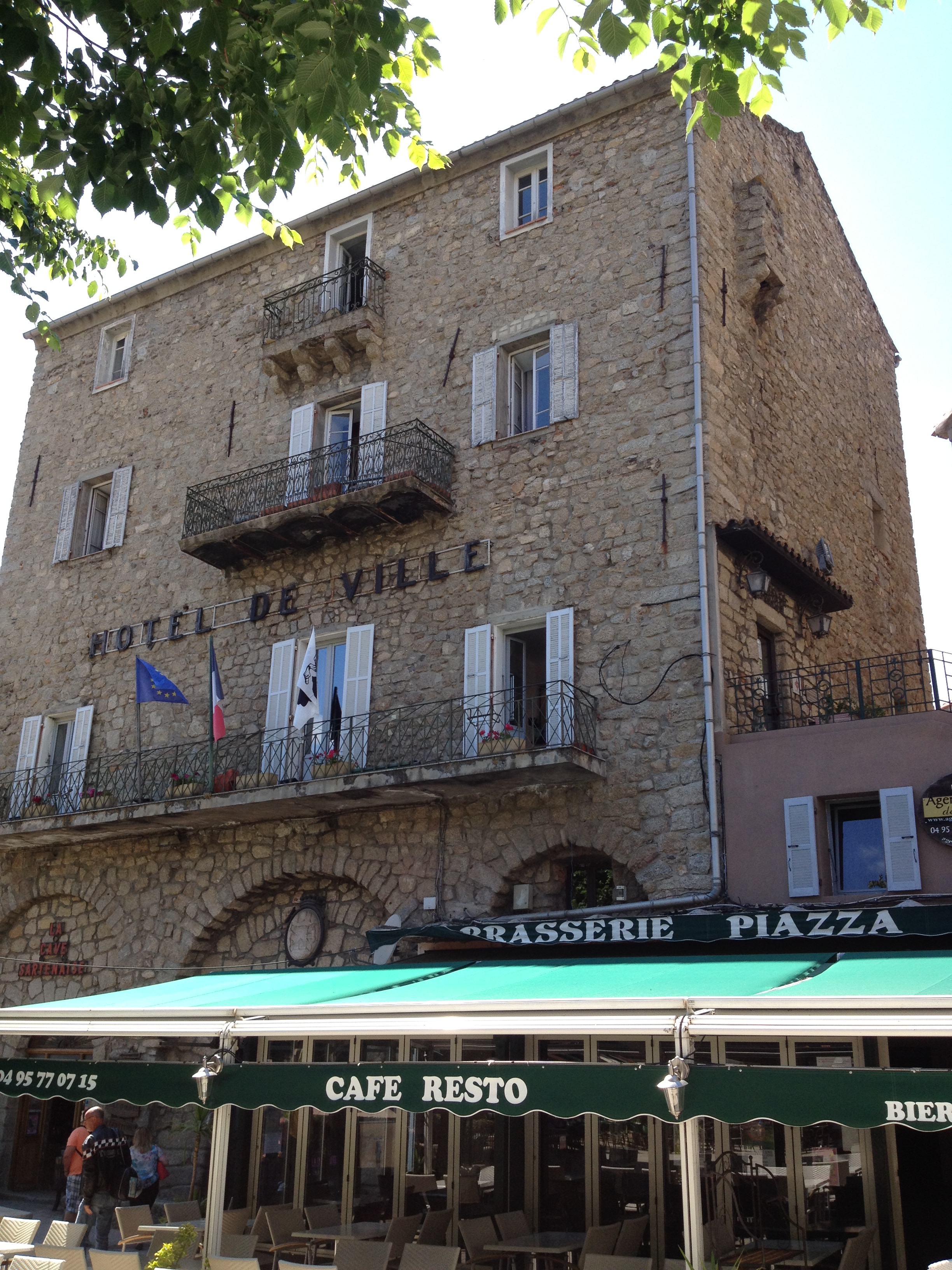
Edifício Municipal de Sartène

O Edifício Municipal de Sartène (em corso:  Casa Cumuna Sartè) é a Sede de governo de Sartène, Sul da Córsega, Córsega. O edifício está sujeito a uma inscrição a respeito dos monumentos históricos por decreto de 8 de março de 1991.